# Seleção Peruana de Futebol Feminino
A Seleção Peruana de Futebol Feminino representa o Peru no futebol feminino internacional. Sua organização está a cargo da Federação Peruana de Futebol, que é membro da Confederação Sul-Americana de Futebol e da FIFA.

## Uniforme
- Uniforme titular: Camisa branca com listra diagonal vermelha, calção branco, meias brancas com listra vermelha.
- Uniforme alternativo: Camisola vermelha com risca diagonal branca, calção vermelho, meias vermelhas com risca branca.

## Campanhas em destaque
- Jogos Bolivarianos
  - Campeão (1): 2005.[3]
- Copa América Feminina
  - Terceiro (1): 1998.
  - Quarto (1): 2003.

- Campeonato Sul-Americano de Futebol Feminino Sub-20
  - Quarto (1): 2006.